# 德国邮政银行

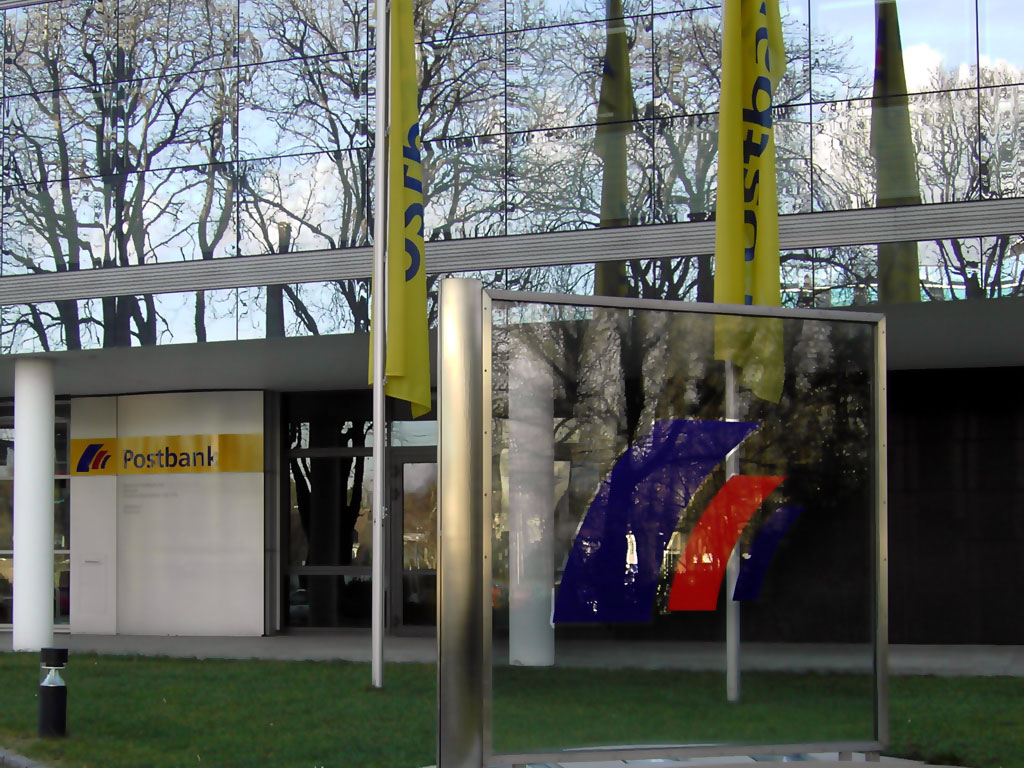
德国邮政银行总部

德国邮政银行（德語：Postbank – eine Niederlassung der Deutsche Bank Aktiengesellschaft）是德国的一个银行，按1989年的第二次德国邮政改革，它与德国邮政分家，成为一个独立的股份公司。其重点在于储蓄和零售业务。2008年9月由德意志銀行收購。

## 历史
1909年德意志帝国引入了“邮政支票服务”，所有人都有权在邮政所开一个支票账号，这个账号可以用来进行无现款支付。
1883年奥地利开始了邮政储蓄服务，1939年德国引入了这个服务。储蓄人可以在任何邮局存钱，可以在许多欧洲国家的邮局里将存的钱取出。
1989年随德国邮政改革邮政银行成为一个独立企业，但1999年德国邮政就又把邮政银行买下来了。
从2004年1月1日开始德国邮政银行办理德意志银行和德累斯顿银行的支付业务。
2004年5月6日德国邮政宣布要发行邮政银行的股票，发行量为50%减一票。但由于签购的人相当少，每票从计划的31.50欧元降到28欧元，发行时间也被推迟到6月23日（计划为6月19日）。
2008年9月12日德意志銀行宣布收購德国邮政银行 29.75%的股份（並有權在今後36個月當中再收購18%或20.25%股份）
每股57.25歐元      27.9億歐元 (39.3億美元)現金
2010年9月13日德意志银行計劃以每股24至25歐羅的現金，收購郵政銀行其餘七成股權

## 基本数据
职员数：10,000（2004年）
营业额：1367.7亿欧元（2005年上半年）
顾客数：1224万
网上营业顾客数：205万
电话营业顾客数：301万
营业部数目：全德国有850个
首席执行官：（从1999年2月1日起）：窩夫·冯·西梅尔曼（Wulf von Schimmelmann）

## 外部連結
- Postbank home page（德文） （页面存档备份，存于）
- Postbank home page（英文） （页面存档备份，存于）